# Uenohara
Uenohara (上野原市, Uenohara-shi) és una ciutat de la prefectura de Yamanashi, al Japó.
El 2015 tenia una població estimada de 25.166 habitants i una densitat de població de 146 habitants per km². Té una àrea total de 170.57 km².

## Geografia
Uenohara està situada a la part oriental de la prefectura de Yamanashi. Es troba en un terreny muntanyós, i inclou les muntanyes de Mikuni, Mitou i Ougi dins dels seus límits. Els rius Sagam, Tsuru i Nakama creuen la ciutat.

## Municipalitats del voltant
- Prefectura de Yamanashi
  - Otsuki
  - Tsuru
  - Doshi
  - Kosuge
- Tòquio
  - Okutama
  - Hinohara
- Prefectura de Kanagawa
  - Sagamihara

## Història
L'àrea de l'actual Uenohara ha estat poblada almenys des del període Jōmon, i nombroses ruïnes de l'època s'han trobat dins dels límits de la ciutat. Durant el període Nara, l'àrea passà a formar part del comtat de Tsuru. Des de mitjans del període Kamakura, gran part de la província estigué sota el control del clan Takeda. Uenohara fou escenari de nombroses batalles degut a la posició fronterera amb les terres dels clans Uesugi i Hōjō.
Durant el període Edo, tota la província esdevingué territori tenryō controlat directament pel shogunat Tokugawa. Durant aquest període, la Kōshū Kaidō, una de les cinc rutes d'Edo, passava per Uenohara, on s'hi establiren quatre dels 45 estacions postals de la ruta. Aquesta àrea també fou coneguda per la sericultura.
La ciutat moderna de Uenohara fou establerta el 13 de febrer de 2005 mitjançant la fusió dels antics pobles de Uenohara (del districte de Kitatsuru) i la vila d'Akiyama (del districte de Minamitsuru).

## Economia
L'economia de Uenohara està dominada per l'agricultura, la sericultura i la indústria tèxtil.